# پرتوسنج طیفی تصویربرداری با توان تفکیک متوسط

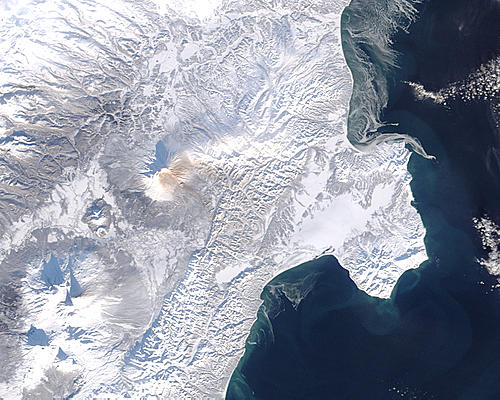
زبانه‌های خاکستر آتشفشانی در شبه‌جزیره کامچاتکا، شرق روسیه.

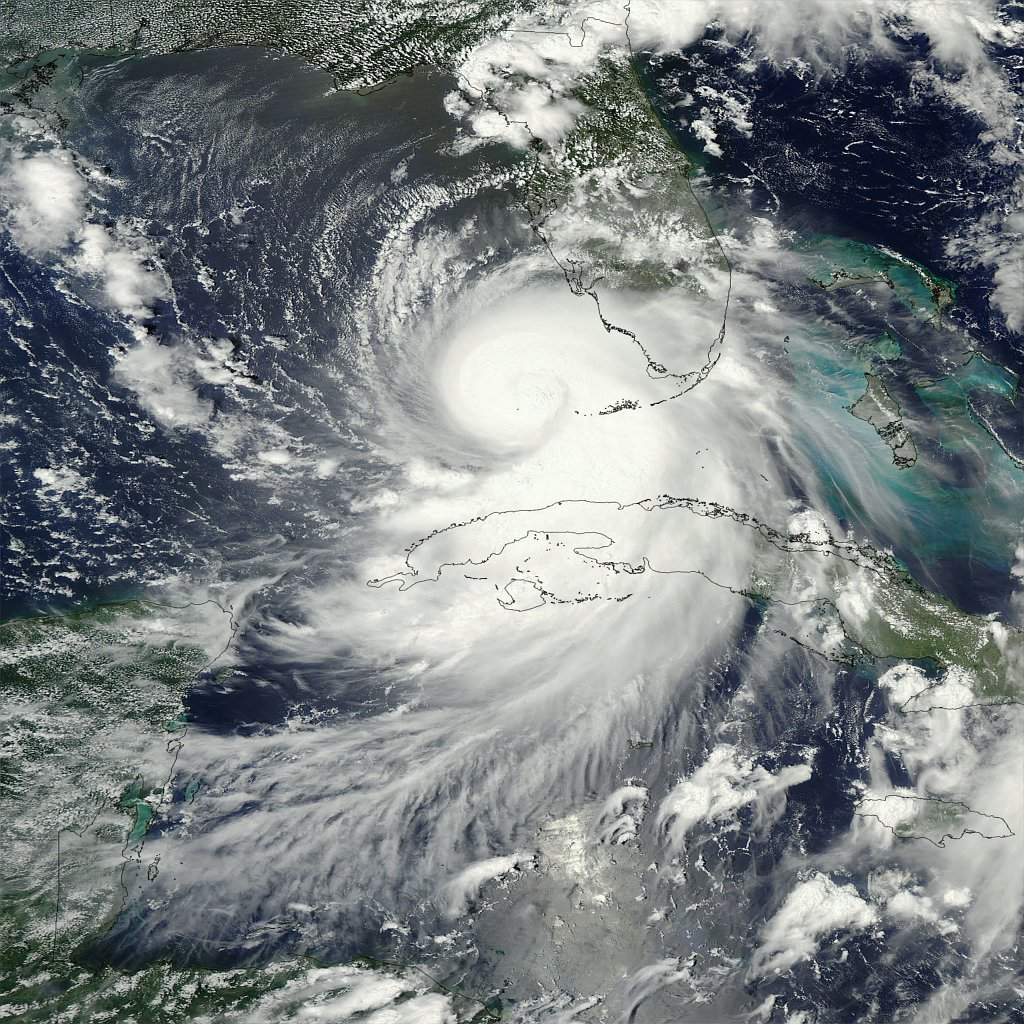
توفند کاترینا در نزدیکی شبه‌جزیره فلوریدا.

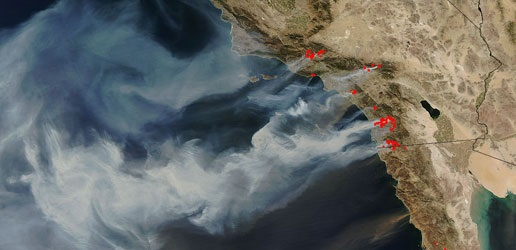
آتش‌سوزی‌های کالیفرنیا.

طیف تابندگی خورشیدی و باندهای MODIS.

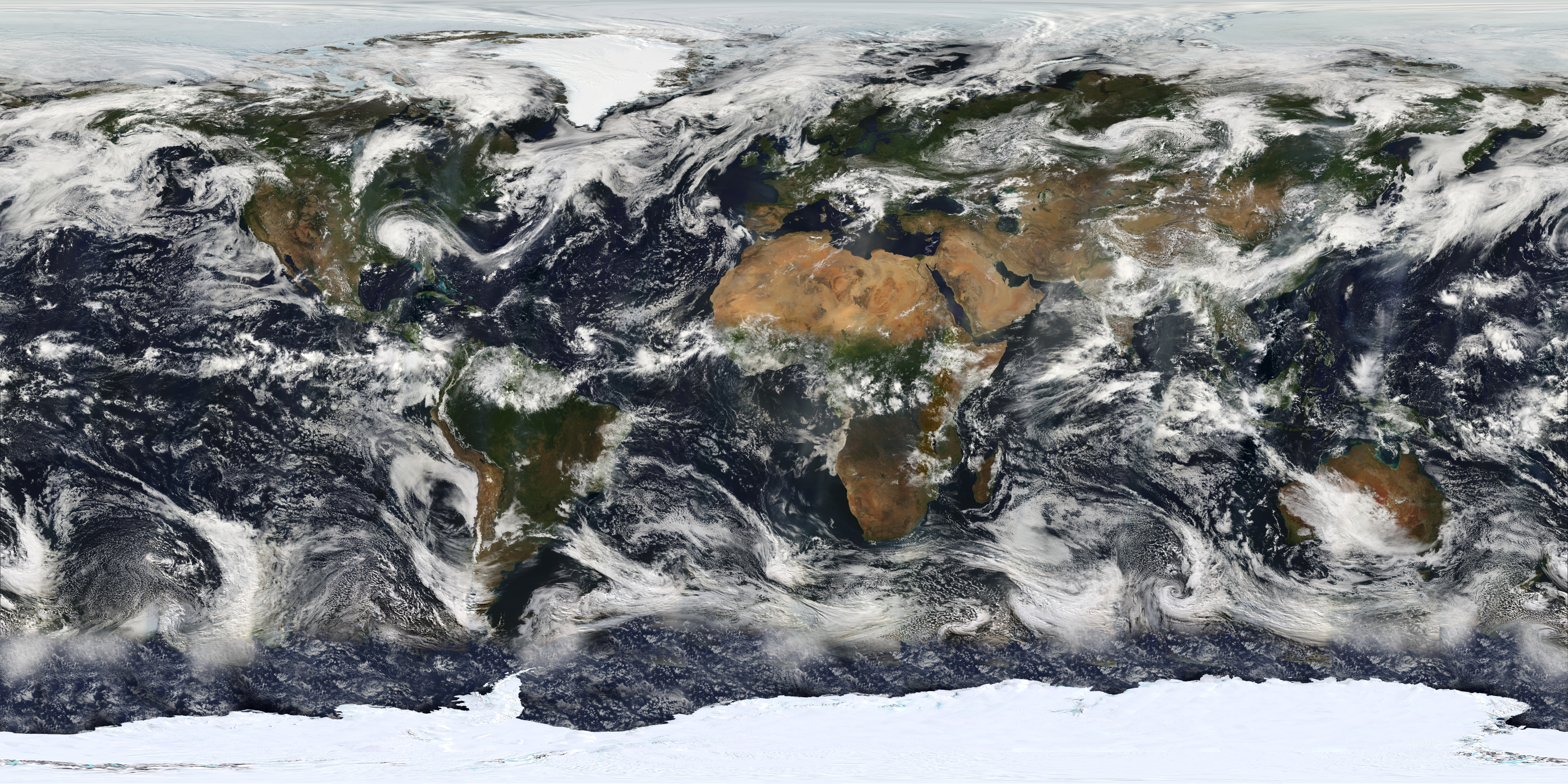
تصویری بر پایهٔ مشاهده‌های مدیس.

پرتوسنج طیفی تصویربرداری با توان تفکیک متوسط (به انگلیسی: Moderate-resolution Imaging Spectroradiometer) که به‌اختصار مادیس یا مُدیس (به انگلیسی: MODIS) نامیده می‌شود، ابزاری علمی است که در سال ۱۹۹۹ به وسیلهٔ ناسا بر روی ماهواره ترا نصب و به مدار زمین پرتاب شد. این دستگاه در سال ۲۰۰۲ بر روی ماهوارهٔ آکوا نیز نصب گردید و در مدار قرار گرفت. این دستگاه توانایی دریافت داده در ۳۶ باند طیفی از طول موج ۰/۴ میکرومتر تا ۱۴/۴ میکرومتر با توان تفکیک فضایی متغیر (۲ باند در ۲۵۰ متر، ۵ باند در ۵۰۰ متر و ۲۹ باند در یک کیلومتر) را دارا است. این دستگاه‌ها با همدیگر هر یک تا ۲ روز کل زمین را تصویربرداری می‌کنند. این دستگاه‌ها اندازه‌گیری‌هایی با مقیاس بزرگ از دگرگونی‌های زمین از جمله پوشش ابر، هم‌ارزی تابشی زمین و دگرگونی‌های درون اقیانوس و روی زمین و لایه‌های پایین اتمسفر زمین انجام می‌دهد.

## باندهای MODIS
| باند | طول موج (نانومتر)  | توان تفکیک (متر) | کاربرد اصلی                         |
| ---- | ------------------ | ---------------- | ----------------------------------- |
| ۱    | ۶۲۰–۶۷۰            | ۲۵۰              | مرزهای زمین/ابر/هواپخش              |
| ۲    | ۸۴۱–۸۷۶            | ۲۵۰              | مرزهای زمین/ابر/هواپخش              |
| ۳    | ۴۵۹–۴۷۹            | ۵۰۰              | ویژگی‌های زمین/ابر/هواپخش            |
| ۴    | ۵۴۵–۵۶۵            | ۵۰۰              | ویژگی‌های زمین/ابر/هواپخش            |
| ۵    | ۱۲۳۰–۱۲۵۰          | ۵۰۰              | ویژگی‌های زمین/ابر/هواپخش            |
| ۶    | ۱۶۲۸–۱۶۵۲          | ۵۰۰              | ویژگی‌های زمین/ابر/هواپخش            |
| ۷    | ۲۱۰۵–۲۱۵۵          | ۵۰۰              | ویژگی‌های زمین/ابر/هواپخش            |
| ۸    | ۴۰۵–۴۲۰            | ۱۰۰۰             | رنگ اقیانوس/فیتوپلانکتون/بیوژئوشیمی |
| ۹    | ۴۳۸–۴۴۸            | ۱۰۰۰             | رنگ اقیانوس/فیتوپلانکتون/بیوژئوشیمی |
| ۱۰   | ۴۸۳–۴۹۳            | ۱۰۰۰             | رنگ اقیانوس/فیتوپلانکتون/بیوژئوشیمی |
| ۱۱   | ۵۲۶–۵۳۶            | ۱۰۰۰             | رنگ اقیانوس/فیتوپلانکتون/بیوژئوشیمی |
| ۱۲   | ۵۴۶–۵۵۶            | ۱۰۰۰             | رنگ اقیانوس/فیتوپلانکتون/بیوژئوشیمی |
| ۱۳   | ۶۶۲–۶۷۲            | ۱۰۰۰             | رنگ اقیانوس/فیتوپلانکتون/بیوژئوشیمی |
| ۱۴   | ۶۷۳–۶۸۳            | ۱۰۰۰             | رنگ اقیانوس/فیتوپلانکتون/بیوژئوشیمی |
| ۱۵   | ۷۴۳–۷۵۳            | ۱۰۰۰             | رنگ اقیانوس/فیتوپلانکتون/بیوژئوشیمی |
| ۱۶   | ۸۶۲–۸۷۷            | ۱۰۰۰             | رنگ اقیانوس/فیتوپلانکتون/بیوژئوشیمی |
| ۱۷   | ۸۹۰–۹۲۰            | ۱۰۰۰             | بخار آب اتمسفری                     |
| ۱۸   | ۹۳۱–۹۴۱            | ۱۰۰۰             | بخار آب اتمسفری                     |
| ۱۹   | ۹۱۵–۹۶۵            | ۱۰۰۰             | بخار آب اتمسفری                     |
| باند | طول موج (میکرومتر) | توان تفکیک (متر) | کاربرد اصلی                         |
| ۲۰   | ۳٫۶۶۰–۳٫۸۴۰        | ۱۰۰۰             | دمای سطح/ابر                        |
| ۲۱   | ۳٫۹۲۹–۳٫۹۸۹        | ۱۰۰۰             | دمای سطح/ابر                        |
| ۲۲   | ۳٫۹۲۹–۳٫۹۸۹        | ۱۰۰۰             | دمای سطح/ابر                        |
| ۲۳   | ۴٫۰۲۰–۴٫۰۸۰        | ۱۰۰۰             | دمای سطح/ابر                        |
| ۲۴   | ۴٫۴۳۳–۴٫۴۹۸        | ۱۰۰۰             | دمای اتمسفری                        |
| ۲۵   | ۴٫۴۸۲–۴٫۵۴۹        | ۱۰۰۰             | دمای اتمسفری                        |
| ۲۶   | ۱٫۳۶۰–۱٫۳۹۰        | ۱۰۰۰             | ابرهای پرسان بخار آب                |
| ۲۷   | ۶٫۵۳۵–۶٫۸۹۵        | ۱۰۰۰             | ابرهای پرسان بخار آب                |
| ۲۸   | ۷٫۱۷۵–۷٫۴۷۵        | ۱۰۰۰             | ابرهای پرسان بخار آب                |
| ۲۹   | ۸٫۴۰۰–۸٫۷۰۰        | ۱۰۰۰             | ویژگی‌های ابر                        |
| ۳۰   | ۹٫۵۸۰–۹٫۸۸۰        | ۱۰۰۰             | اوزون                               |
| ۳۱   | ۱۰٫۷۸۰–۱۱٫۲۸۰      | ۱۰۰۰             | دمای سطح/ابر                        |
| ۳۲   | ۱۱٫۷۷۰–۱۲٫۲۷۰      | ۱۰۰۰             | دمای سطح/ابر                        |
| ۳۳   | ۱۳٫۱۸۵–۱۳٫۴۸۵      | ۱۰۰۰             | ارتفاع بالای ابر                    |
| ۳۴   | ۱۳٫۴۸۵–۱۳٫۷۸۵      | ۱۰۰۰             | ارتفاع بالای ابر                    |
| ۳۵   | ۱۳٫۷۸۵–۱۴٫۰۸۵      | ۱۰۰۰             | ارتفاع بالای ابر                    |
| ۳۶   | ۱۴٫۰۸۵–۱۴٫۳۸۵      | ۱۰۰۰             | ارتفاع بالای ابر                    |